# 長波
在電台中，長波 (英語：longwave)是指無線電頻譜與相對較長的波長。這個詞語的歷史可以追溯到20世紀初，當時無線電頻譜被視為包括長期、中期和短期波長。大多數現代無線電系統和設備所使用的頻譜部分被認為是「超短」。